# Camponotus shanwangense
Camponotus shanwangense é uma espécie de inseto do gênero Camponotus, pertencente à família Formicidae.